# 슈토스 고개
슈토스 고개(Stoss Pass)는 스위스 아펜첼이너로덴주와 아펜첼아우서로덴주 사이의 해발 942m의 산길이다.

## 역사
1405년 6월 17일, 아펜첼 전쟁 중, 아펜첼에서 온 400명의 병사와 1,200명의 합스부르크가 병사와 수도원 병사 사이에 고개에서 전투가 벌어졌다. 아펜첼 사람들이 승리하여 성 갈 수도원에서 독립했다. 부지에 기념비가 있다.